# Simulium contrerense
Simulium contrerense är en tvåvingeart som beskrevs av Najera och Maria Aparecida Vulcano 1962. Simulium contrerense ingår i släktet Simulium och familjen knott. Inga underarter finns listade i Catalogue of Life.